# 克雷格·威尔逊
克雷格·威尔逊（英語：Craig Wilson，1957年2月5日—），美国男子水球运动员。他曾代表美国国家队参加1984年、1988年和1992年夏季奥林匹克运动会水球比赛，获得二枚银牌。